# Кавалијери ди Виторио Венето (Леко)
Кавалијери ди Виторио Венето је насеље у Италији у округу Леко, региону Ломбардија.
Према процени из 2011. у насељу је живело 13 становника. Насеље се налази на надморској висини од 259 м.